# أرتافازد بيليشيان
أرتافازد بيليشيان (22 فبراير 1938، غيومري) (بالأرمنية: Արտավազդ (Արթուր) Փելեշյան)‏ هو مخرج ومُنظّر سينمائي أرميني.
أشار المخرج السينمائي سيرجي باراجانوف إلى بيليشيان على أنه «واحد من العباقرة القلائل في عالم السينما».
معظم أفلامه قصيرة، تتراوح من 6 إلى حوالي 60 دقيقة، وبدون حوار. ومع ذلك، تلعب الموسيقى والمؤثرات الصوتية دورًا مهمًا في أفلامه. وقد صُوّرت أغلب أفلامه باللونين الأبيض والأسود.

## مسيرته
كان في الثلاثين من عمره عندما التحق بالمعهد الوطني للسينما بموسكو (VGIK) في أوائل الستينيات من القرن العشرين.

## وصلات خارجية
- أرتافازد بيليشيان على موقع IMDb (الإنجليزية)
- أرتافازد بيليشيان على موقع ألو سيني (الفرنسية)
- أرتافازد بيليشيان على موقع أول موفي (الإنجليزية)
- أرتافازد بيليشيان على موقع قاعدة بيانات الفيلم (الإنجليزية)
- أرتافازد بيليشيان على موقع كينوبويسك (الروسية)
- صفحة أرتافازد بيليشيان على موقع goodreads.com